# Diadocidia thoracica
Diadocidia thoracica är en tvåvingeart som beskrevs av Toyohi Okada 1936. Diadocidia thoracica ingår i släktet Diadocidia och familjen slemrörsmyggor. Inga underarter finns listade i Catalogue of Life.